# Voïvodie de Szczecin
La voïvodie de Szczecin (en polonais Województwo szczecińskie) était une unité de division administrative et un gouvernement local de Pologne entre 1975 et 1998.
En 1999, son territoire est intégré dans la Voïvodie de Poméranie occidentale.
Sa capitale était Szczecin.
En 1975 elle comptait 29 villes et 59 gminas .

## Villes
Population au 31 décembre 1998 :
- Szczecin – 416 988
- Stargard Szczeciński – 73 753
- Świnoujście – 43 570
- Police – 35 100
- Goleniów – 22 621
- Gryfino – 22 435
- Gryfice – 18 037
- Nowogard – 17 309
- Pyrzyce – 13 247
- Łobez – 10 961
- Trzebiatów – 10 316

## Bureaux de district
Sur la base de la loi du 22 mars 1990, les autorités locales de l'administration publique générale, ont créé 7 régions administratives associant plusieurs municipalités.
- Gryfice (gmina Brojce, gmina Dziwnów, gmina Golczewo, gmina Gryfice, gmina Kamień Pomorski, gmina Karnice, gmina Płoty, gmina Radowo Małe, gmina Resko, gmina Rewal, gmina Świerzno et gmina Trzebiatów)
- Gryfino (gmina Banie, gmina Cedynia, gmina Chojna, gmina Gryfino, gmina Mieszkowice, gmina Moryń, gmina Stare Czarnowo, gmina Trzcińsko-Zdrój et gmina Widuchowa)
- Goleniów (gmina Dobra, gmina Goleniów, gmina Maszewo, gmina Nowogard, gmina Osina, gmina Przybiernów et gmina Stepnica)
- Pyrzyce (gmina Bielice, gmina Dolice, gmina Kozielice, gmina Lipiany, gmina Przelewice, gmina Pyrzyce et gmina Warnice)
- Stargard Szczeciński (Stargard Szczeciński, gmina Chociwel, gmina Dobrzany, gmina Ińsko, gmina Kobylanka, gmina Łobez, gmina Marianowo, gmina Stara Dąbrowa, gmina Stargard Szczeciński, gmina Suchań et gmina Węgorzyno)
- Szczecin (Szczecin, gmina Dobra, gmina Kołbaskowo, gmina Nowe Warpno et gmina Police)
- Świnoujście (Świnoujście, gmina Międzyzdroje et gmina Wolin)

## Évolution démographique
| année      | 1975    | 1980    | 1985    | 1990    | 1995    | 1998    |
| population | 853 700 | 897 900 | 942 600 | 972 100 | 990 500 | 995 200 |